# Saunders-Roe A.17 Cutty Sark
Dimensions
Le Saunders-Roe A.17 Cutty Sark était un petit avion amphibie britannique de l'entre-deux-guerres. Conçu par Saunders-Roe pour effectuer des tâches d'emploi général, il ne pouvait emporter que deux passagers en plus de ses deux pilotes.
Son nom était tiré du très célèbre clipper anglais Cutty Sark, l'unique voilier britannique de ce type existant encore de nos jours.

## Histoire
En 1928, Sir Alliott Verdon-Roe vendit ses parts de la société A.V. Roe & Company (Avro), qu'il avait lui-même créée. Il investit ensuite en achetant des parts dans la société S. E. Saunders, Ltd., fabriquant des hydravions à Cowes, sur l'île de Wight, dans le sud de l'Angleterre. La société prit alors le nom de Saunders-Roe Limited, aussi parfois désignée « SARO ».
L'A.17 Cutty Sark fut le premier appareil conçu par la nouvelle compagnie. Il s'agissait d'un monoplan bimoteur à quatre places, doté d'une coque en métal et d'ailes recouvertes de contreplaqué. Les moteurs, installés sur un pylône monté au-dessus de l'aile, pouvaient facilement être changés, et de nombreux modèles différents furent utilisés pour propulser ces avions. L'avion vola par exemple avec des Cirrus Hermes Mk.1 de 104 ch et des de Havilland Gipsy de 120 ch. L'A.19 Cloud fut dérivé de la conception du Cutty Sark.
Seuls douze Cutty Sarks furent construits, et aucun ne resta très longtemps en service. L'avion eut toutefois de nombreux utilisateurs au Royaume-Uni, en Australie, au Canada, en Nouvelle-Zélande, en Chine, au Japon et en République Dominicaine.

## Exemplaires de production
- A17/1 : Le prototype G-AAIP vola pour la première fois le 4 juillet 1929. Il fut ensuite acheté par le Captain Campbell Shaw et le Flight Lieutenant Tommy Rose pour l'Isle of Man Air Services (en). Il retourna à Cowes en 1933, après avoir été endommagé par un arbre qui flottait à la surface de l'eau ;
- A17/2 : L'exemplaire numéroté VH-UNV fut exporté vers l'Australie par Matthews Aviation et vola au-dessus du détroit de Bass entre Melbourne et la Tasmanie, à partir de mai 1930. Le 8 novembre 1931, l'avion fut poussé par le vent vers une jetée, à St Kilda, et M. E. Lloyd, un passager tentant d'aider l'équipage, fut tué par une hélice. En 1935, l'avion fut revendu à Pioneer Air Services. En 1937, il fut revendu à Keith Caldwell, un jeune pilote itinérant de Lindfield, dans la Nouvelle-Galles du Sud. Le 15 octobre 1937, lorsqu'il rejoignit la compagnie Qantas en tant que pilote, Caldwell vendit l'avion pour 700 £ à la compagnie pour en faire un avion d'entraînement. Il fut retiré du service après avoir amerri avec le train d'atterrissage déployé, le 5 avril 1938.
- A17/3 : Aussi connu sous le nom de L3. L'appareil fut vendu à la Royal New Zealand Air Force. Il vola la première fois le 3 mars 1930 puis fut livré par bateau (le SS Mataora) à la Nouvelle-Zélande. Il y fut ré-assemblé le 28 mai 1930. Il effectua son service depuis Hobsonville, Auckland, pendant les six années suivantes. Après 221 heures et 5 minutes de temps de vol, il fut jugé comme étant trop fatigué pour être économiquement réparable. Le L3 effectua son dernier vol le 23 novembre 1936, puis il servit de cellule pour l'instruction des équipes de maintenance. Il fut envoyé à la destruction en 1939 ;
- A17/4 : Appareil numéroté G-AAVX, puis revendu au Canada sous le numéro VR-SAA, en 1930 ;
- A17/5 : Appareil numéroté G-ABBC, nommé « Progress I » et utilisé depuis Blackpool jusqu'à l'île de Man par la compagnie British Amphibious Airlines (en). Des tentatives pour le remplacer par un A.19 Cloud après 1933 furent bloquées, en raison de la décision de Saunders-Roe d'opérer une ligne depuis l'île de Man.
- A17/6 : Acquis par la Royal Air Force sous le numéro S1575 ;
- A17/7 : Vendu au Canada sous le numéro VR-HAY ;
- A17/8 : Cet appareil servit au sein de la force aérienne Kwangsi, en République de Chine, mais fut renvoyé à la Grande-Bretagne sous le numéro G-AETI ;
- A17/9 : Appareil initialement enregistré sous le numéro G-ABVF, puis exporté vers le Japon ;
- A17/10 : Appareil numéroté G-ACDP appartenant à Air Service Training, Ltd. (en), utilisé par le No 3 E & RFTS, jusqu'en 1942 ;
- A17/12 : Appareil numéroté G-ADAF. Il se pourrait qu'il soit l'avion ayant été exporté vers la République Dominicaine en 1935, et retiré du service en 1942.

## Utilisateurs

### Militaires
- Nouvelle-Zélande : Royal New Zealand Air Force (RNZAF) ;
- République de Chine : Force aérienne Kwangsi ;
- République dominicaine : Un exemplaire ;
- Royaume-Uni : Royal Air Force (RAF).